# Spermophora palau
Spermophora palau är en spindelart som beskrevs av Huber 2005. Spermophora palau ingår i släktet Spermophora och familjen dallerspindlar. Inga underarter finns listade i Catalogue of Life.